# Lutteurs japonais
Lutteurs japonais è un cortometraggio del 1898 diretto da Constant Girel.
Catalogo Lumiere n° 925.

## Trama
Constant Girel documenta due uomini in costumi tradizionali che combattono un'arte marziale giapponese, il Kendō, una lotta con la sciabola.